# Bremsnes
Bremsnes este o localitate din comuna Averøy, provincia Møre og Romsdal, Norvegia, cu o suprafață de 0,47 km² și o populație de 459 locuitori (2013).